# Фонцазо
Фонцазо (італ. Fonzaso, вен. Fonsaxo) — муніципалітет в Італії, у регіоні Венето, провінція Беллуно.
Фонцазо розташоване на відстані близько 470 км на північ від Рима, 80 км на північний захід від Венеції, 35 км на південний захід від Беллуно.
Населення — 3250 осіб (2014).

## Демографія
Населення за роками:

Станом на 1 січня 2023 року в муніципалітеті офіційно проживали 144 іноземці з 27 країн, серед них 21 громадянин країн Євросоюзу та 4 громадяни України.

## Сусідні муніципалітети
- Арсьє
- Фельтре
- Ламон
- Педавена
- Серен-дель-Граппа
- Соврамонте